# Distretto di Myszków
Il distretto di Myszków (in polacco powiat myszkowski) è un distretto polacco appartenente al voivodato della Slesia.

## Storia
Nel corso del XVIII secolo, il territorio venne interessato dalle Guerre di Slesia, che videro Prussia e Sacro Romano Impero contendersi appunto la regione. Infatti, storicamente questo territorio è importante sia sotto il punto di vista strategico che economico.

## Geografia fisica
Il territorio è collinare e ricoperto da boschetti e campi coltivati. Il fiume Warta, generato dal Lago Porajski, situato nel nord del distretto, attraversa il territorio nella parte centrale.

## Geografia antropica

### Suddivisioni amministrative
Il distretto comprende 5 comuni.
- Comuni urbani: Myszków
- Comuni urbano-rurali: Koziegłowy, Żarki
- Comuni rurali: Niegowa, Poraj

## Società
Come nel resto del paese, la maggioranza della popolazione è di etnia Polacca. Il cristianesimo Cattolico è seguito dalla stragrande maggioranza della popolazione.